# Сондровка
Сондровка — река в Томской области России. Устье реки находится в 2473 км по правому берегу протоки Кальджинская старица реки Обь. Длина реки составляет 68 км, площадь водосборного бассейна 377 км².

## Данные водного реестра
По данным государственного водного реестра России относится к Верхнеобскому бассейновому округу, водохозяйственный участок реки — Обь от впадения реки Чулым до впадения реки Кеть, речной подбассейн реки — Чулым. Речной бассейн реки — (Верхняя) Обь до впадения Иртыша.